# Арахозія

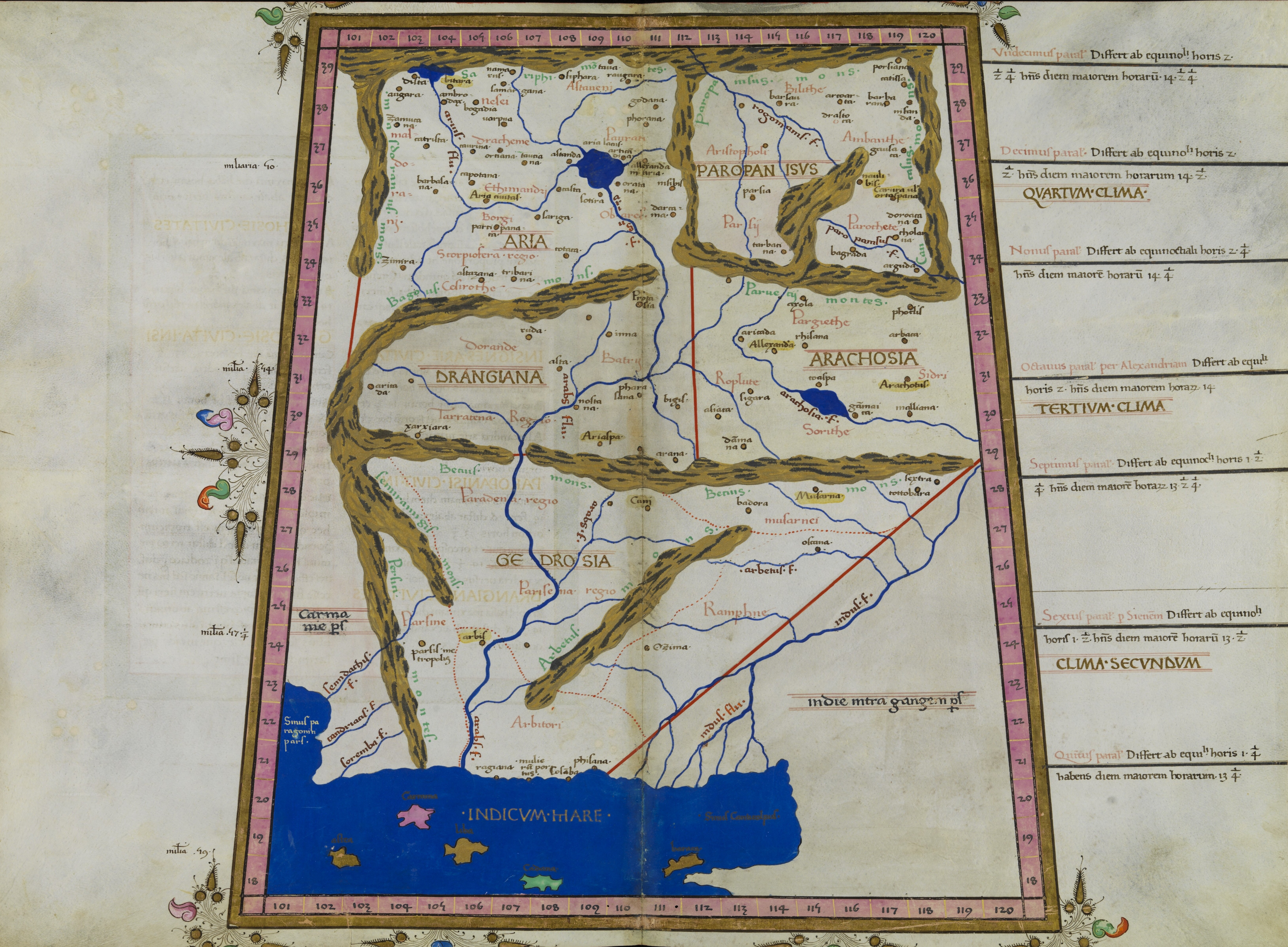
Ніколай Герман, реконструкція мапи Птолемея 2 століття, 15 століття

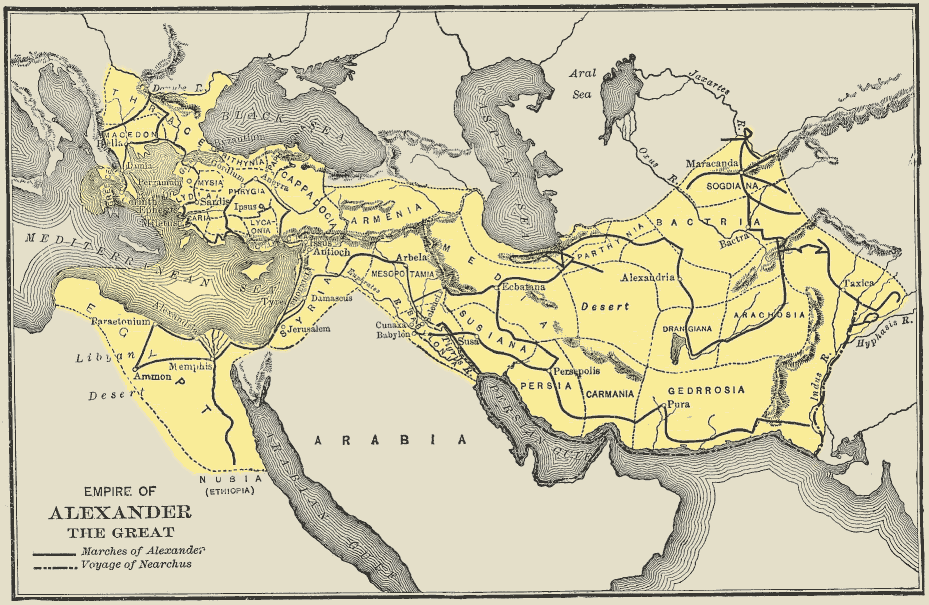

30°01′00″ пн. ш. 64°47′09″ сх. д. / 30.016761° пн. ш. 64.785897° сх. д.
Арахосія (Арахозія, дав.-гр. Ἀραχωσία) — еллінська назва території сучасного південно-східного Афганістану та північного Пакистану — авестійська Харахваті. В I столітті до н. е. — незалежна держава.
Спочатку цю територію населяли індоіранські та іранські племена, які створили в VI столітті до н. е. царство Камбоджа, історія якого невідома. У тому ж столітті Арахосію завоювали перси. Пізніше входила до складу держави Олександра Македонського, в імперію Маур'їв і в Греко-Бактрійське царство.
В останній чверті II століття до н. е. Арахосію завоювали племена саків, які переселилися сюди під натиском юечжі з Середньої Азії. Крім Арахосії прибульці розселилися в давній Дрангіані, яка з цього моменту стала іменуватися Сакастаном (сучасний Сістан). Ця область близько 115 до н. е. була захоплена парфянами і надалі входила в їх державу, хоча і користувалася значним самоврядуванням.
На початку I століття до н. е. Арахосія зуміла об'єднатися під владою місцевої сакської династії, яка і правила там близько століття. Столицею її ймовірно була Олександрія Кавказька. Політична історія цього царства майже невідома, але археологами знайдені монети, на яких вибиті імена чотирьох царів Арахосії. Засновником династії був якийсь Вонон. Спалахор вважався його братом-співправителем (але, можливо, він не був його родичем, а тільки носив такий титул). Спалагадам, ймовірно, був сином Спалахора. Останнім сакським царем вважається Спаліріс. В кінці I століття до н. е. Арахосію завоював індо-сакський цар Аз I, що правив в Гандхарі. За часів арабів дана територія стала називатися Рухаджем.